# Georges Seurat
Georges-Pierre Seurat (Parigi, 2 dicembre 1859 – Gravelines, 29 marzo 1891) è stato un pittore francese, pioniere del movimento neoimpressionista.

## Biografia

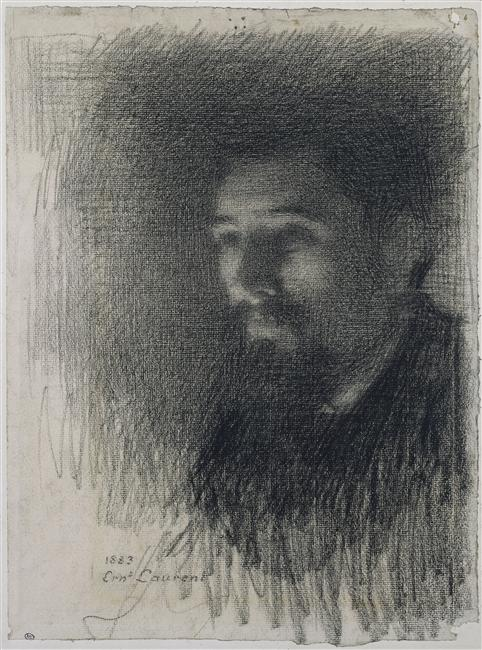
Ernest Laurent, Georges Seurat (1883); disegno,, museo del Louvre, Parigi

### La formazione artistica

#### Primi anni
Figlio di Ernestine Faivre, Georges-Pierre Seurat nacque il 2 dicembre 1859 a Parigi, dove il padre Antoine–Chrysostome, lasciata l'attività di avvocato dopo essersi arricchito con la speculazione immobiliare, si occupava di giardinaggio, collezionava quadri di soggetto devozionale e andava a messa la domenica nella cappella privata. Dopo la nascita del piccolo Georges la famiglia Seurat si trasferì presso la casa materna vicino a Parigi, dove nel 1863 nacque il quarto e ultimo figlio, che morì nel 1868.
Georges venne iscritto a un collegio, che frequentò fino al 1875. Lì sviluppò un ardente amore per il disegno e la pittura, discipline che coltivava a Parigi sotto la guida dello zio materno Paul Haumontré-Faivre, pittore dilettante. Nel 1876, mosso da un sincero entusiasmo, il piccolo Georges si iscrisse alla scuola municipale di disegno, situata allora al n. 17 rue des Petits-Hôtels, dove ebbe per maestro lo scultore Justin Lequien, mentre il dottor Paul-Ferdinand Gachet, che conoscerà e assisterà van Gogh nel 1890 a Auvers-sur-Oise durante i suoi ultimi mesi di vita, vi teneva lezioni di anatomia. Fra gli allievi figurava Edmond Aman-Jean, che rimarrà sempre grande amico di Seurat. In questo istituto, in ogni caso, Seurat si dedicò soprattutto al disegno, sia mediante la copia dei grandi maestri antichi, come Hans Holbein il Giovane e Raffaello Sanzio, e disegnando sia dai calchi in gesso che dal vero. L'artista da lui più ammirato era il neoclassico Ingres, del quale apprezzava la purezza della linea e il vigoroso plasticismo: la copia parziale fatta al Louvre è l'esercitazione più impegnativa, e la prima ad olio, che ci sia conservata di Seurat.
Anche se non si distinse per un particolare talento Seurat fu un allievo serio e coscienzioso, che univa alla pratica del disegno un profondo interesse per problemi teorici ben precisi, approfonditi con la lettura di specifici testi come la Grammaire des arts du dessin di Charles Blanc, pubblicata nel 1867. Blanc, critico d'arte, fondatore della Gazette des Beaux-Arts e membro dell'Académie française, aveva teorizzato la reciproca influenza che i colori, accostati l'uno all'altro, esercitano tra di loro, e indagato i rapporti fra colori primari e complementari, in modo da ottenere in pittura, dal loro corretto utilizzo, la massima espressività. Charles Blanc sviluppava tuttavia anche alcune teorie del pittore e incisore olandese David Pièrre Giottino Humbert de Superville, esposte nel 1827 nell'Essai sur les signes inconditionnels de l'art, che privilegiava, più che il colore, la funzione delle linee, utili per conferire all'opera un vigoroso ritmo compositivo: «a misura che la composizione si eleva, diminuisce l'importanza del colore per volgersi di preferenza al disegno» - ed esprimono valori affettivi - «le linee parlano e significano cose» - come l'allegria, la commozione o l'indifferenza. Poiché - sosteneva Blanc, riferendosi alla linea verticale - «il corpo umano eretto dal suolo, costituisce il prolungamento di un raggio del globo perpendicolare all'orizzonte», allora «l'asse del suo corpo, che ha inizio nel centro della terra, va a raggiungere i cieli». Ne deriva che le altre linee fondamentali, l'orizzontale e le oblique, le due ascendenti verso destra e sinistra partendo da un punto dell'asse centrale e le due analogamente discendenti, «al di là del loro valore matematico, hanno un significato morale, cioè un segreto rapporto con il sentimento» e precisamente: la linea orizzontale esprime l'equilibrio e la saggezza, l'obliqua ascendente la gioia, il piacere, ma anche l'incostanza, e l'obliqua discendente la tristezza e la meditazione. Disegno e dipinti esprimono pertanto, a seconda della prevalenza di determinate linee nella struttura compositiva, valori morali e sentimentali. Il valore di espressione fisiognomica di tali linee è evidente qualora si pensi, rispetto all'asse virtuale che passa nel centro del volto, alle linee che marcano le sopracciglia e il taglio degli occhi, che caratterizzano, a seconda della loro direzione - ascendente, discendente, oppure orizzontale - i sentimenti espressi da una figura umana.

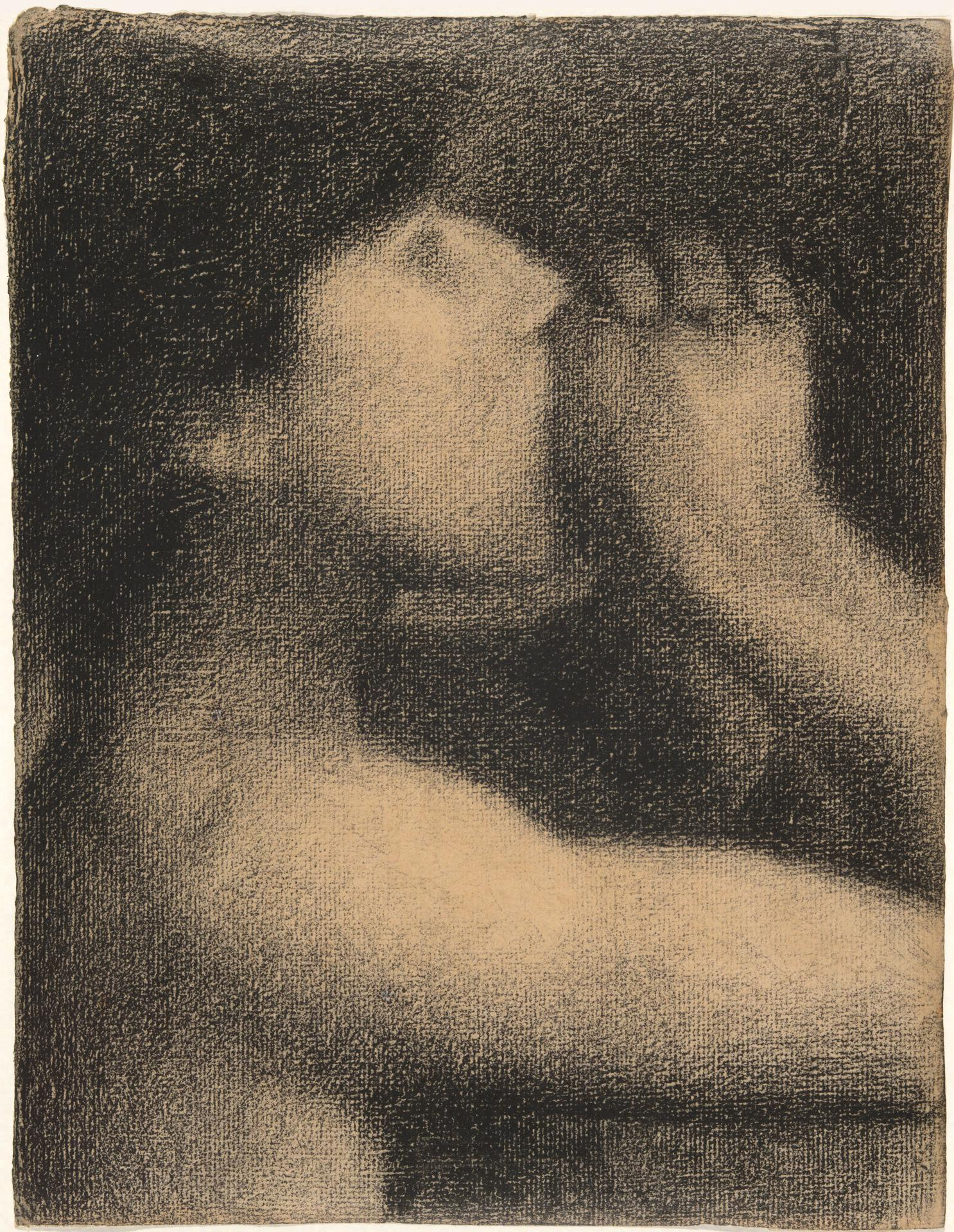
Georges Seurat, L'eco (1883); disegno,, museo del Louvre, Parigi

Insieme con l'amico Edmond Aman-Jean nel 1878 Seurat si iscrisse all'École des beaux-arts, seguendo i corsi di un allievo di Ingres, il pittore Henri Lehmann che, ammiratore della pittura del Rinascimento italiano, aveva a lungo soggiornato in Italia, in particolare a Firenze. Nella biblioteca della scuola Seurat scovò la Loi du contraste simultané des couleurs [Legge del contrasto simultaneo dei colori], un saggio del chimico Michel Eugène Chevreul pubblicato nel 1839: la legge formulata da Chevreul afferma che «il contrasto simultaneo dei colori racchiude i fenomeni di modificazione che gli oggetti diversamente colorati sembrerebbero subire nella composizione fisica, e la scala dei loro rispettivi colori quando si vedano simultaneamente». Fu un libro che gli aprì un intero orizzonte di studio sulla funzione del colore nella pittura cui dedicherà il resto della vita: Chevreul sosteneva che «mettere il colore sulla tela non significa soltanto colorare con quel colore una determinata parte di tela, ma significa anche colorare con il suo colore complementare la parte circostante».

#### La scoperta dell'Impressionismo
Intanto Seurat studiò le copie degli affreschi della Leggenda della Vera Croce di Piero della Francesca, eseguiti nella cappella dell'École dal pittore Charles Loyeux, e frequentò assiduamente il museo del Louvre, dove, oltre a interessarsi alle sculture egizie e assire, poté rendersi conto che Delacroix, ma anche antichi maestri come il Veronese, avevano già messo in pratica, pur in modo empirico, principi relativi alle reciproche influenze esercitate dai colori.
Nel maggio del 1879 Seurat, Aman-Jean e il nuovo amico Ernest Laurent visitarono la quarta Mostra degli Impressionisti per ammirare i capolavori di Edgar Degas, Claude Monet, Camille Pissarro, Jean-Louis Forain, Gustave Caillebotte, Mary Cassatt e Albert Lebourg ivi esposti. Profondamente colpiti dalla nuova corrente artistica, Seurat e i suoi amici si convinsero dell'insufficienza dell'istruzione accademica, decidendo di non frequentare più l'École: affittato uno studio comune al n. 30 di rue de l'Arbalète, vi discussero delle nuove idee artistiche e scientifiche - lessero anche il Trattato della pittura di Leonardo da Vinci - e vi eseguirono le loro prime tele. Il primo cimento pittorico di rilievo di Seurat è la Testa di ragazza, a cui fece forse da modella una cugina: per quanto appaia piuttosto un abbozzo, l'opera ha preciso il disegno e applica in maniera sicura le pennellate, i trapassi di tono del colore e la disposizione della massa scura dei capelli sul fondo chiaro.

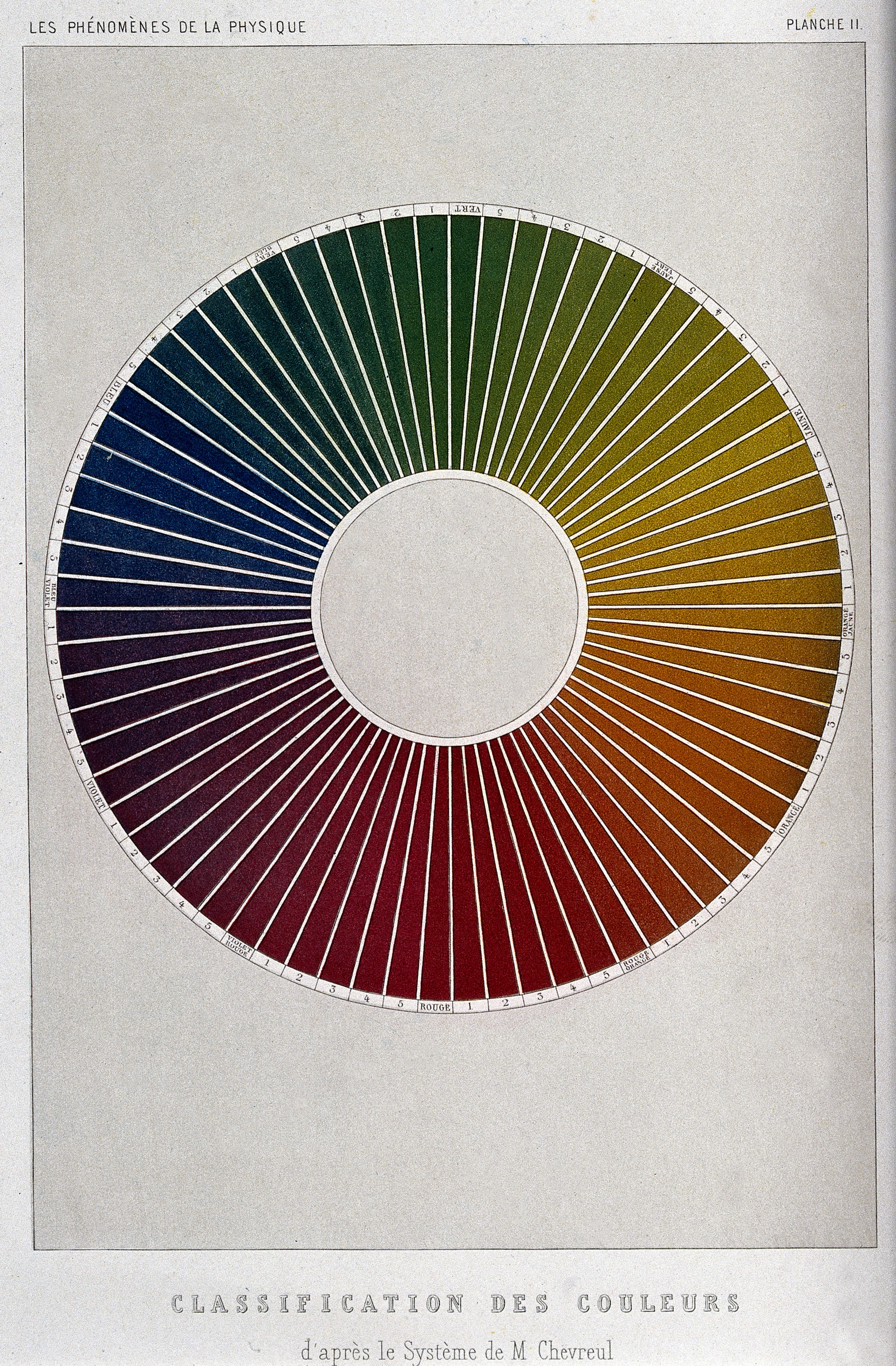
Il cerchio cromatico messo a punto da Chevreul

In ottobre Seurat dovette assolvere agli obblighi di leva, che prestò per un anno a Brest, dove realizzò numerosi disegni, abbandonando la linea in favore della ricerca dei contrasti di tono con la tecnica del chiaroscuro. A questo scopo utilizzò, sopra la carta granulosa, la matita Crayon, una matita grassa costituita da polvere di carboncino; nella composizione privilegiò gli stati sospesi, le figure immobili, silenziose, sole. Il contrasto del nero e del bianco definisce le forme e, sulla carta a superficie irregolare, le asperità evidenziate dal passaggio della matita fanno emergere il bianco - la luce - dando morbidezza e profondità alle ombre. In questi anni, poi, Seurat divorò la serie dei sei articoli del pittore e teorico David Sutter, pubblicati dal febbraio 1880 sulla rivista L'Art sotto il titolo di Phénomènes de la vision, rafforzando così la sua convinzione, tutta positivistica, della necessità di unire il rigore della scienza alla libera creatività dell'arte: «Bisogna osservare la natura con gli occhi dello spirito e non solo con gli occhi del corpo, come un essere privo di ragione [...] vi sono occhi di pittore come voci di tenore, ma questi doni della natura devono essere nutriti dalla scienza per giungere al loro completo sviluppo [...] la scienza libera da tutte le incertezze, permette di muoversi in tutta libertà in un ambito assai esteso, è dunque una duplice ingiuria per l'arte e per la scienza credere che una escluda necessariamente l'altra. Essendo tutte le regole insite nelle leggi stesse della natura, niente è più semplice che individuarne i principi, e niente è più indispensabile. Nell'arte, tutto deve essere voluto».
Rientrato a Parigi nel novembre 1881 Seurat affittò per sé un altro atelier - senza per questo rompere i rapporti con i due amici - e continuò lo studio della funzione della luce e del colore, leggendo, oltre a Sutter e Humbert de Superville, gli scritti di Helmholtz, Maxwell, di Heinrich Dove e il Modern chromatics dello statunitense Odgen Rood. Questi riprendeva le teorie di Chevreul dando consigli pratici: non impiegare i pigmenti, i colori terrosi, e il nero, e utilizzare la mescolanza ottica, ossia dipingere a piccoli tocchi di colori diversi e anche opposti. Nel libro era riprodotto il cerchio cromatico, nel quale venivano evidenziati i colori complementari di ciascun colore.
I Fiori in un vaso sono l'unica natura morta di Seurat e il suo primo tentativo impressionista: dipingendo il fondo con brevi tocchi dati in senso verticale, il pittore ribadisce la struttura cilindrica del vaso, che è invece dipinto con pennellate incrociate a spatola, dove appare sicuro il senso del volume e il gusto di inquadrare fermamente il soggetto. Si mostrò nei successivi dipinti di questo periodo l'interesse per i paesaggisti del Barbizon e per Corot, oltre a quello costante per l'impressionismo di Pissarro, che lo portò a produrre tavole di dimensioni ridotte, che egli chiamava croquetons [schizzi]: si osservi, a titolo d'esempio, l'Uomo al parapetto, dove la luce è alternata all'ombra la composizione è delimitata con l'albero stilizzato a sinistra e con il fogliame nell'altro lato e in alto, procedimento ripreso nella Pianura con alberi a Barbizon, in cui l'albero isolato e stilizzato, mentre delimita la veduta in alto mediante il fogliame, stabilisce la struttura della composizione.
I temi del lavoro nei campi sono sviluppati in una lunga serie di dipinti databili dalla fine del 1882 a tutto il 1883. Nella Contadina seduta sull'erba la massa della figura, investita in pieno dalla luce solare, si stacca sul fondo chiaro, dipinto a pennellate ampie e incrociate, privo di orizzonte, e la mancanza di dettagli e la sua immobilità dà monumentalità al soggetto, malgrado l'umiltà e perfino il patetismo della postura. La tela degli Spaccapietre è invece ispirata al celebre capolavoro di Courbet del 1849, già esposto al Salon del 1851: pur realizzando figure che «si muovono in una sorta di tragico silenzio, avvolte in una misteriosa atmosfera», Seurat è poco interessato al significato sociale e preferisce volgere la sua attenzione alla composizione e all'effetto del colore. A proposito della sua posizione politica, va sottolineato che a Seurat, benché nella sua pittura non abbia mai voluto esprimere espliciti messaggi politici-sociali, fu attribuita già dai contemporanei - in primo luogo dal pittore Paul Signac - un'adesione agli ideali anarchici, dimostrabile tanto dalla sua vicinanza a personalità che all'anarchismo avevano aderito, come lo stesso Signac, il poeta Émile Verhaeren e gli scrittori Félix Fénéon e Octave Mirbeau, quanto per il suo desiderio di «rivoluzionare» almeno le tendenze critiche e artistiche del proprio tempo.

### Carriera artistica

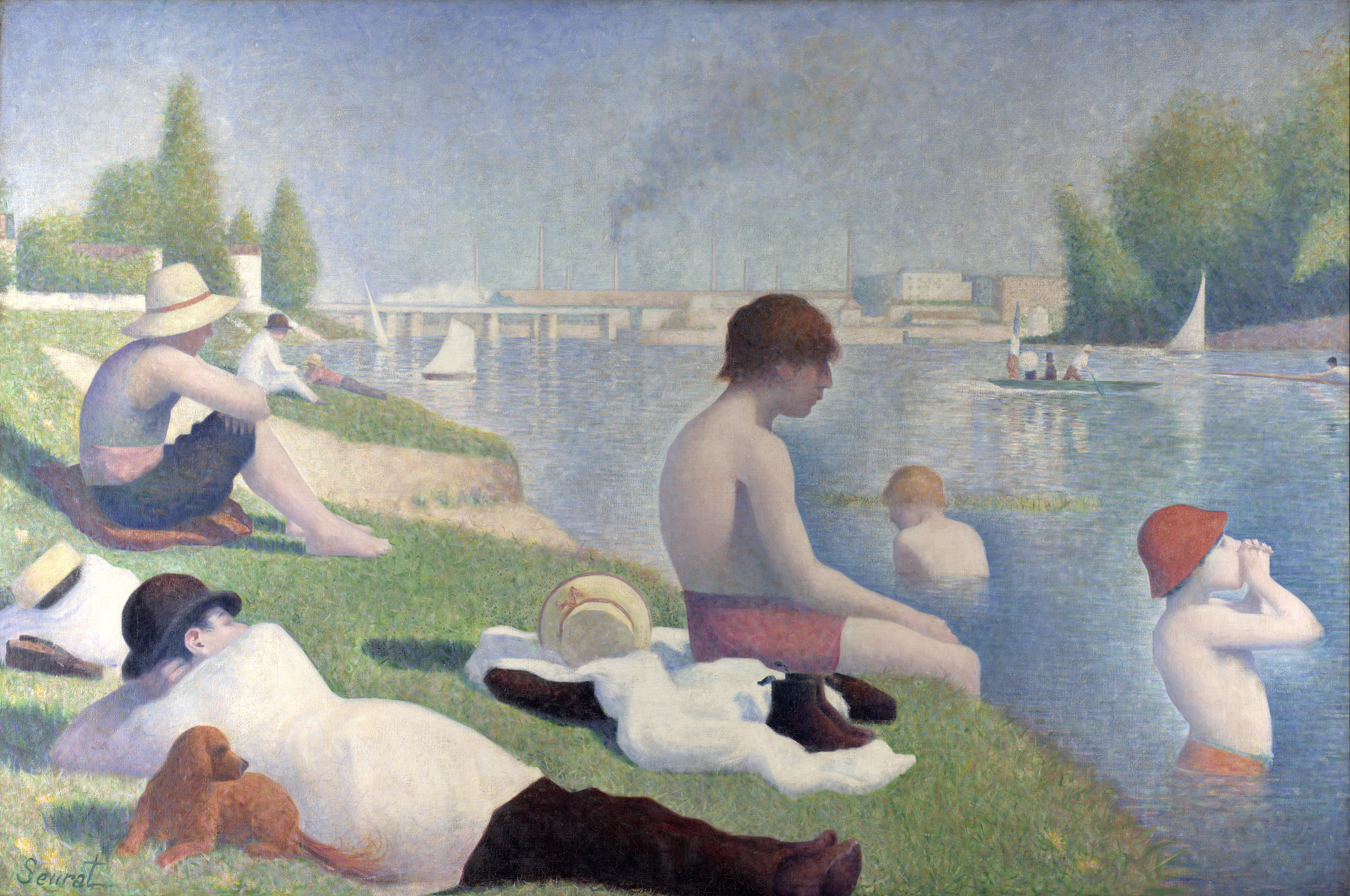
Georges Seurat, I bagnanti ad Asnières (1883-1884) ; olio su tela,, National Gallery, Londra

#### IBagnanti ad Asnières
Nel 1883 Seurat partecipò al Salon con due disegni: ne venne accettato uno, il Ritratto di Aman-Jean e in primavera iniziò a preparare gli studi per la sua prima grande tela, Bagnanti ad Asnières. Attraverso Ernest Laurent conobbe Pierre Puvis de Chavannes e ne frequentò lo studio insieme con l'amico Aman-Jean.
Di Puvis Seurat aveva già apprezzato nel 1881 il Povero pescatore e soprattutto il grande affresco Doux pays, presentato al Salon del 1882, ammirandone la capacità di equilibrare la composizione immettendo in essa un'alta sensazione di serenità. Per Puvis de Chavannes la pittura è un «mezzo per ripristinare un ordine morale. È un commento sulla società: non qualcosa di percepito e riprodotto direttamente, bensì qualcosa di purificato, di rinato in seguito alla riflessione, in accordo con una coerente idea morale della realtà». A differenza di Puvis, nel quale l'ordine morale viene costituito in un mondo sereno ma arcadico, immaginario e fuori del tempo, per Seurat si tratta di modernizzare e «democratizzare l'arcadia», rappresentando in pittura una precisa realtà quotidiana, ma ordinata ed equilibrata. Egli tiene presente proprio il Doux pays ma con ben altra modernità di tecnica e di concetti.
Il dipinto Bagnanti ad Asnières, inviato al Salon del 1884, venne respinto e Seurat aderì di conseguenza alla Société des artistes indépendants, formata da altri giovani pittori che avevano subito il feroce ostracismo dei giudici del Salon. Questi refusés inaugurarono il 15 maggio in una baracca alle Tuileries il primo appuntamento del Salon des Artistes Indépendants, al quale parteciparono ben 450 pittori, e Seurat vi presentò la sua Baignade; una parte di questi artisti costituì il 4 giugno la Societé des Artistes Indépendants a cui aderì anche Seurat che, nell'occasione, fece la conoscenza di Signac. I due pittori s'influenzarono a vicenda: Seurat eliminò dalla sua tavolozza i colori terrosi, che scuriscono le immagini, mentre Signac accolse le teorie scientifica della legge del contrasto dei colori.

#### La Grande-Jatte

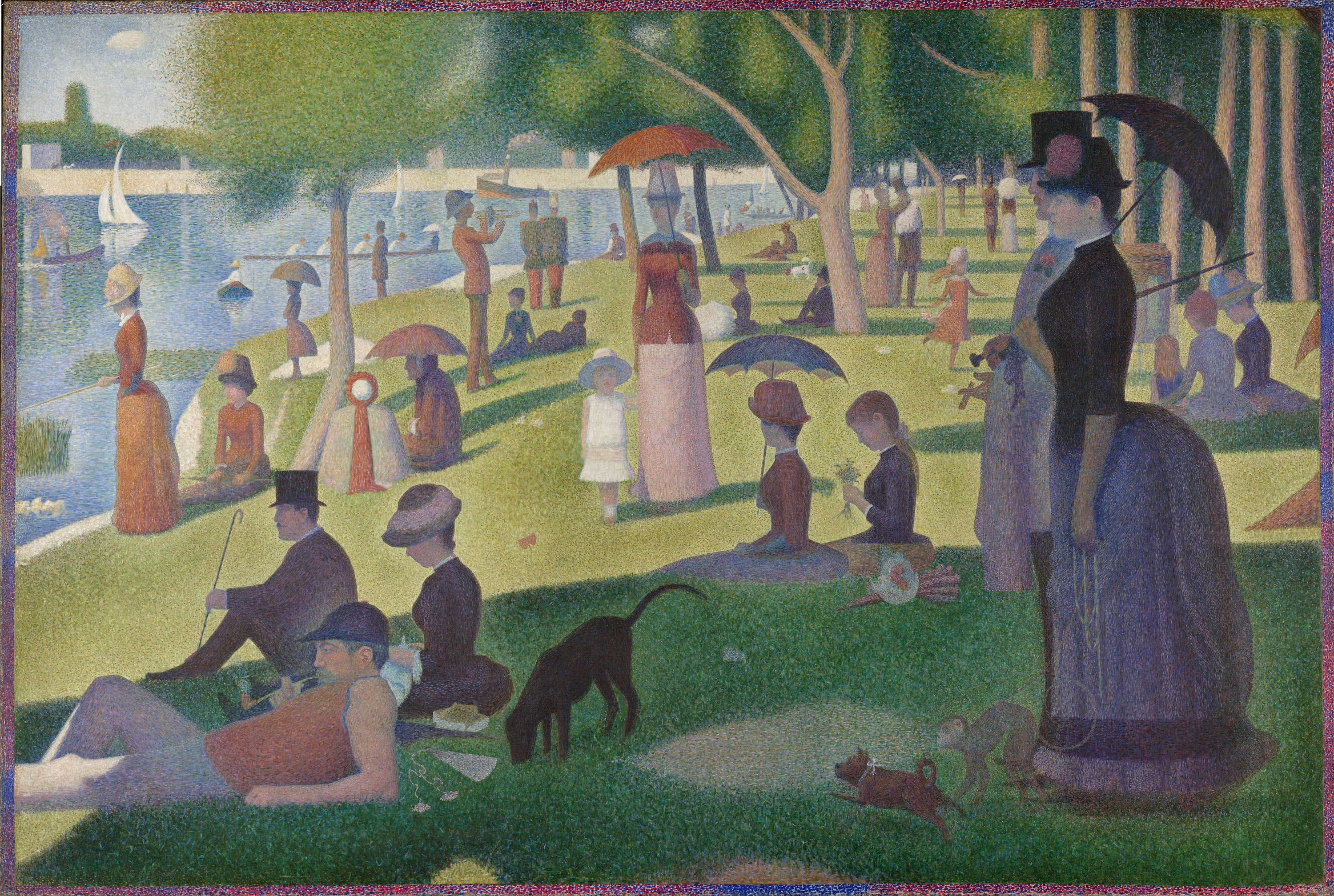
Georges Seurat, Una domenica pomeriggio sull'isola della Grande-Jatte (1883-1885); olio su tela,, The Art Institute, Chicago

Desideroso di dimostrare nella pratica le nuove teorie, già nel 1884 Seurat pose mano al progetto di una nuova grande tela, che non si allontana, quanto a metodologia di preparazione e scelta del soggetto, da quella della Baignade: si tratta di Una domenica pomeriggio sull'isola della Grande-Jatte. Durante i tre anni richiesti per l'incubazione del dipinto, in ogni caso, Seurat si recò a Grandcamp-Maisy, sulla Manica, dove eseguì opere nelle quali è costantemente assente la rappresentazione della figura umana: quella del Bec du Hoc è certamente la più drammatica, con l'imponente massa rocciosa che strapiomba minacciosa sulla riva, che può essere anche il simbolo di una solitudine senza speranza. La superficie del mare è dipinta con brevi lineette e con i consueti piccoli punti di colore puro.

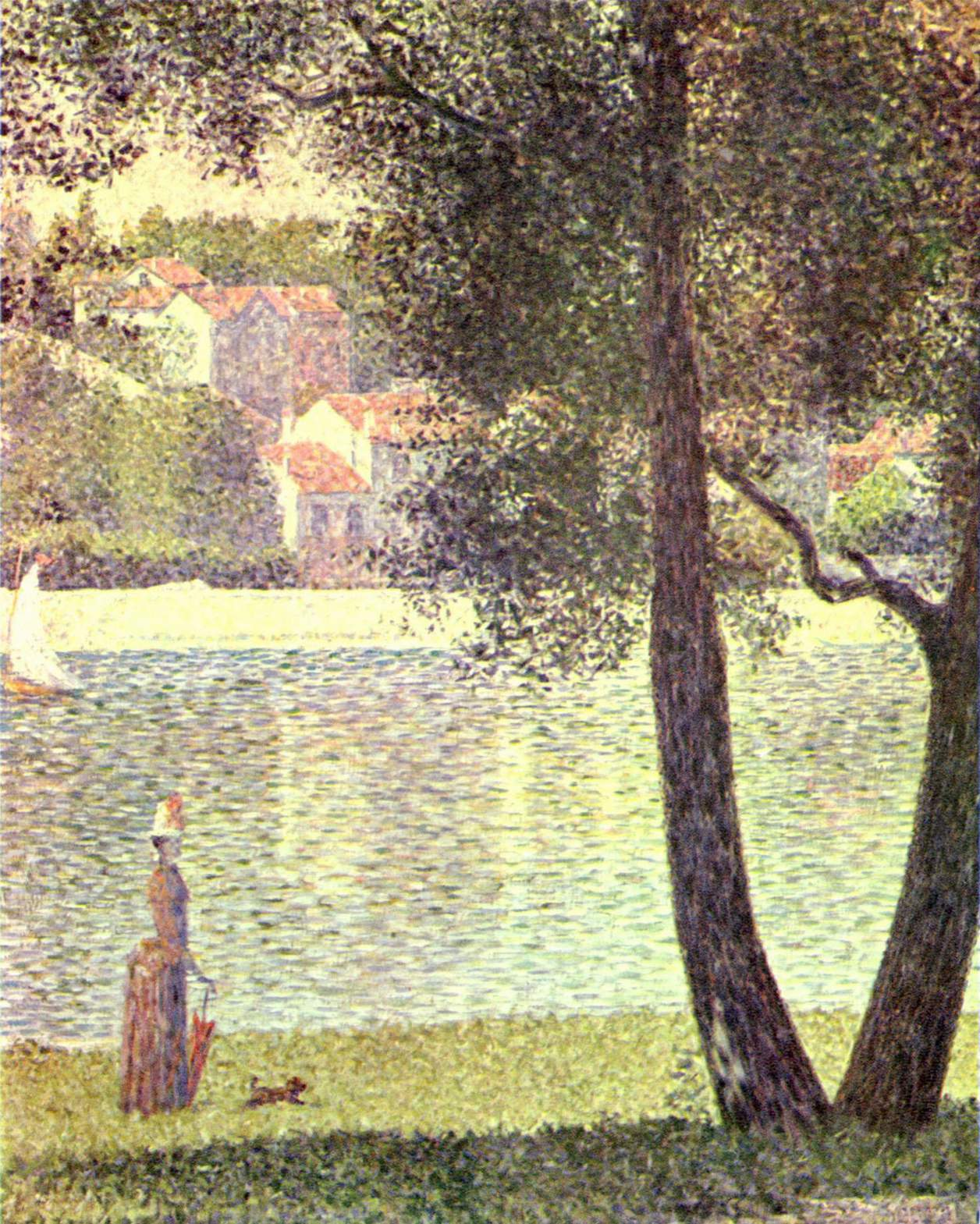
Georges Seurat, Donna in riva alla Senna a Courbevoie (1885); olio su tela,, collezione Cachin-Signac, Parigi

Tornato a Parigi e conclusa la Grande-Jatte Seurat poteva ormai godere della compagnia e dell'amicizia di molti intellettuali parigini, quali Edmond de Goncourt, Joris-Karl Huysmans, Édouard Dujardin, Jean Moréas, Félix Fénéon, Maurice Barrès, Jules Laforgue e i pittori Edgar Degas, Lucien Pissarro e il padre Camille: questi, che a differenza del figlio aveva aderito al divisionismo più per stanchezza della vecchia pittura e per gusto della novità più che per profonda convinzione, non lesinò tuttavia consigli ai suoi giovani amici. Fece loro osservare che le zone colorate uniformemente trasmettono a quelle vicine il proprio colore e non solo i complementari e si adoperò per organizzare una mostra che unisse impressionisti e neoimpressionisti. Questa si tenne da maggio a giugno del 1886 a Parigi, in una casa affittata per l'occasione. Fu l'ultima esposizione degli impressionisti, ma pochi di essi vi parteciparono: Pissarro, Degas, Berthe Morisot e Mary Cassatt, oltre a Guillaumin, Marie Bracquemond, Zandomeneghi e, naturalmente, Signac e Seurat. La mostra non riservò ai divisionisti alcun successo né di pubblico né di critica, ma spesso ironia, derisione e anche irritazione: il pittore Théo van Rysselberghe arrivò a spezzare il suo bastone da passeggio davanti alla Grande-Jatte, anche se, di lì a pochi anni, adottò anch'egli i principi di Seurat. Fu solo il ventiseienne critico Félix Fénéon a prendere le difese della nuova pittura, che conosceva già dal tempo della prima esposizione al Salon des Indépendants del 1884: egli pubblicò nella rivista La Vogue una serie di articoli nei quali analizzò i principi e il significato dell'arte di Seurat secondo uno spirito aperto ma rigoroso, coniando in questo modo il termine di neoimpressionismo.

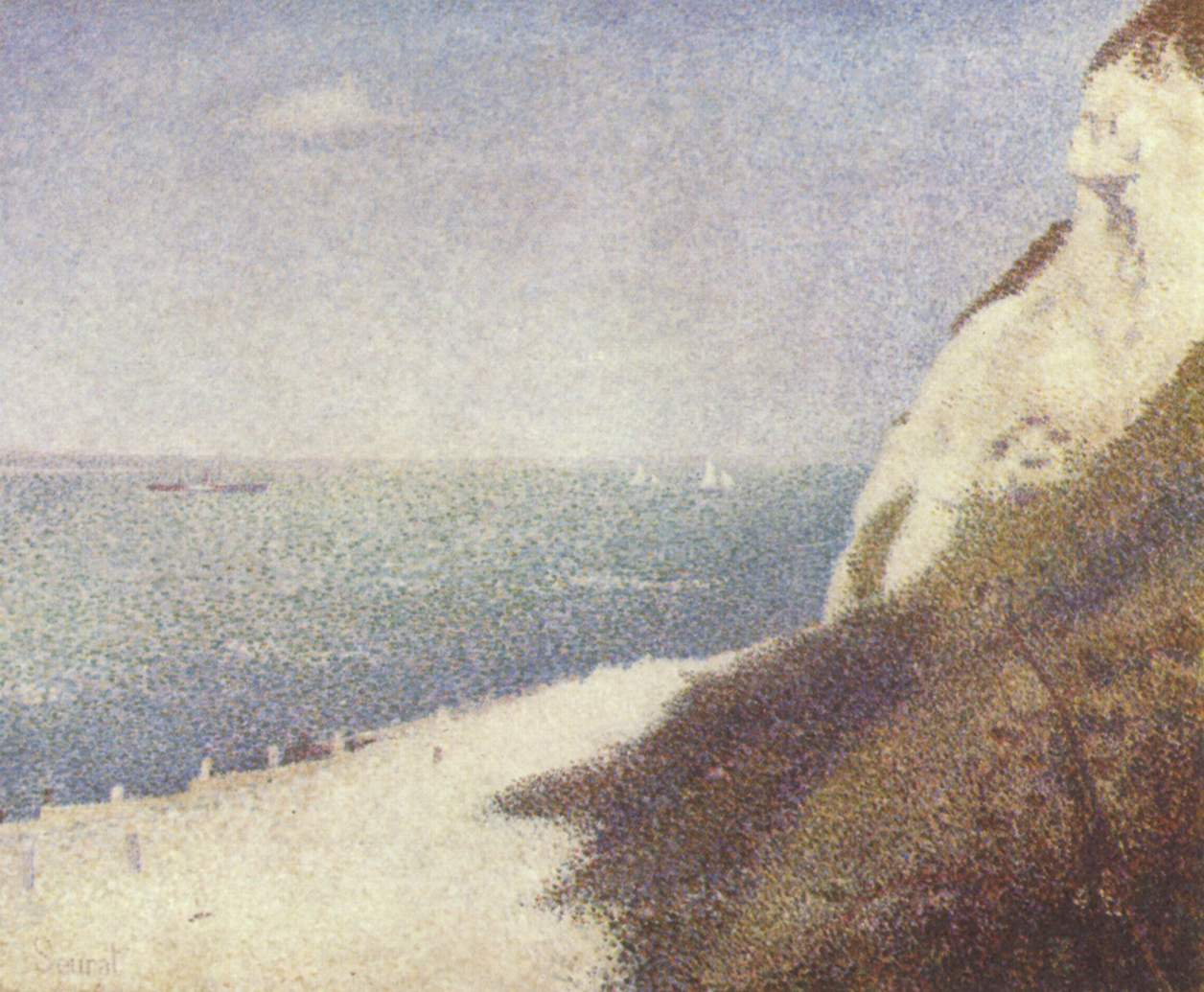
Georges Seurat, La spiaggia di Bas-Butin a Honfleur (1886); olio su tela,, Musée des Beaux-Arts, Tournai

Nel corso della mostra, in ogni caso, Seurat conobbe il giovane ed eclettico Charles Henry, suo coetaneo, i cui interessi spaziavano dalla matematica alla storia dell'arte, dalla psicologia alla letteratura, dall'estetica alla musica e dalla biologia alla filosofia. Seurat prese a studiare i suoi saggi sull'estetica musicale - L'esthétique musicale e La loi de l'évolution de la sensation musicale - ritenendo che le sue teorie pittoriche potessero accordarsi con quelle musicali del giovane scienziato. Grande influsso avranno i saggi dedicati all'arte figurativa - il Traité sur l'esthétique scientifique, la Théorie des directions e il Cercle cromatique - sulle sue ultime grandi opere, lo Chahut e il Circo: se ne parlerà più approfonditamente nel paragrafo Seurat e la linea: l'estetica di Charles Henry. In estate Seurat partì per Honfleur, località sulla Manica, alla foce della Senna dove dipinse una decina di tele, improntate all'espressione della calma, del silenzio e della solitudine, quando non anche della malinconia: così è de L'ospizio e il faro a Honfleur e in parte anche de La spiaggia di Bas-Butin, già ritratta da Claude Monet, per quanto l'ampia visione di mare e di luce impronti la tela piuttosto alla serenità. Caratteristica di entrambe le tele è il taglio dell'immagine a destra, in modo da dare all'osservatore il senso di una rappresentazione più vasta di quella dipinta.
Rientrato a Parigi, Seurat espose alcune delle sue vedute di Honfleur e La Grande-Jatte in settembre, al Salon des Artistes Indepéndantes. Invitato a esporre al IV Salon de Les Vingt (anche soprannominato Les XX, I Venti), un gruppo di pittori belgi d'avanguardia formatosi nel 1884 a Bruxelles, vi presentò sette tele e La Grande-Jatte, che fu al centro dell'attenzione, fra lodi e polemiche, dell'esposizione inaugurata il 2 febbraio 1887. Il poeta Paul Verhaeren, amico di Seurat, gli dedicò un articolo: «Si descrive Seurat come uno scienziato, un alchimista o che so io. Ma egli si serve delle sue esperienze scientifiche solo per controllare la sua visione; costituiscono per lui soltanto una conferma [...] come i vecchi maestri conferivano ai loro personaggi una ieraticità che rasentava la rigidezza, così Seurat sintetizza i movimenti, le pose, le andature. Ciò che essi fecero per esprimere il loro tempo, egli lo esperimenta nel suo, con la stessa esattezza, concentrazione e sincerità».

#### Le modelle
Già al suo ritorno a Parigi, nell'agosto del 1886, Seurat aveva concepito lo studio di una nuova grande composizione, che avrebbe dovuto avere per protagonista la figura umana: la sua nuova impresa prevedeva un interno, uno studio di pittore, con tre modelle. Intendeva probabilmente verificare e contestare certe osservazioni critiche che sostenevano che la sua tecnica poteva bensì essere impiegata per rappresentare paesaggi ma non figure, perché queste sarebbero altrimenti risultate legnose e senza vita.

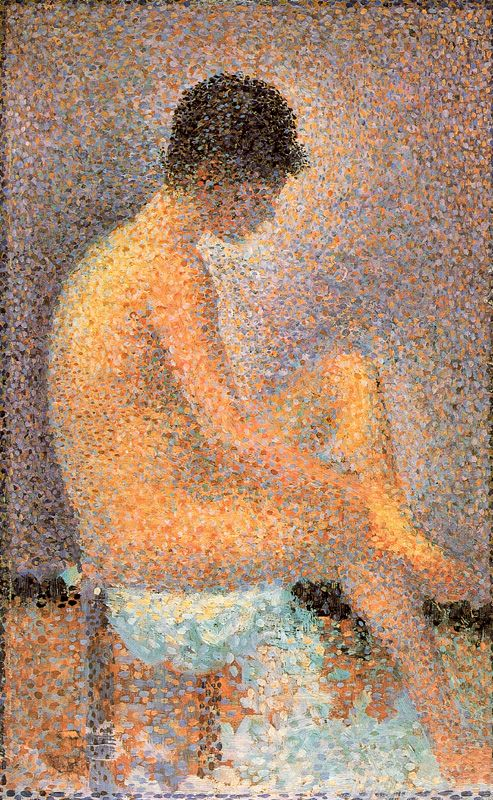
Georges Seurat, Modella di profilo, studio (1887); olio su tavola,, museo d'Orsay, Parigi

Fu così che Seurat si chiuse per diverse settimane nello studio, perché il lavoro non procedeva secondo i suoi desideri: «Disperante tela gessosa. Non capisco più niente. Tutto fa macchia. Lavoro penoso», scrisse a Signac in agosto. Ciò nonostante, iniziava ancora un nuovo dipinto, la Parata del circo. Dopo un paio di mesi d'isolamento, quando il quadro non era ancora finito, ricevette i suoi pochi amici per discutere i problemi incontrati nella composizione dell'opera: «Ascoltare Seurat confessarsi di fronte alle sue opere annuali» - scrisse Verhaeren - «equivaleva seguire una persona sincera e lasciarsi convincere da una persona persuasiva. Calmo, con gesti circoscritti, non perdendovi mai d'occhio e con una voce uniforme che ricercava parole un po' da precettore, indicava i risultati ottenuti, le certezze perseguite, quelle che lui chiamava la base. Poi vi consultava, vi prendeva a testimoni, attendeva una parola che facesse intendere che si era compreso. Molto modestamente, quasi con timore, benché s'intuisse in lui un silenzioso orgoglio di se stesso».
Per la prima volta Seurat decise di delineare il perimetro della tela con un bordo dipinto, eliminando così lo stacco bianco che normalmente la circoscrive, e condusse la stessa operazione sul bordo de La Grande-Jatte. Pochi furono i disegni e i dipinti preparatori: è una tendenza che si rafforza fino alle ultime opere. Seurat «studia sempre meno dal vero e si concentra sempre più sulle sue astrazioni, sempre meno s'interessa ai rapporti cromatici, di cui è così padrone da rappresentarli di maniera, e sempre di più alla espressione simbolica delle linee». Quando ancora era ben lontano da concludere l'opera, mandò uno dei suoi studi, la Modella in piedi, al terzo Salon degli artisti indipendenti, tenuto dal 23 marzo al 3 maggio 1887, dove esposero alcuni nuovi adepti del divisionismo, Charles Angrand, Maximilien Luce e Albert Dubois-Pillet. Nei primi mesi del 1888 tanto Le modelle che la Parata erano terminate e Seurat le mandò al IV Salon, tenuto, come il precedente, dalla fine di marzo ai primi di maggio.
Les Poseues, le tre modelle - ma in realtà Seurat si avvalse di un'unica modella, che nel dipinto sembra quasi spogliarsi in due momenti successivi e circolari - sono nello studio del pittore: a sinistra s'intravede La Grande-Jatte. Come tutte insieme possono anche essere viste rappresentare il tema classico delle «Tre Grazie», la figura di schiena, come lo studio apposito, richiama la Baigneuse di Ingres ma ancora una volta ricollocate nell'ambiente della modernità: tre modelle nello studio di un pittore. Del dipinto esiste una versione in formato ridotto, eseguito poco dopo da Seurat, probabilmente non convinto dell'esito della sua composizione. Ma di maggior resa artistica appaiono gli studi: «essi hanno la medesima sensibilità cromatica, la medesima modellazione realizzata dalla luce, la medesima architettura della luce, la stessa forza interpretativa del mondo, che si notano nella Grande-Jatte. Invece nel quadro definitivo delle Poseuses l'arabesco lineare prende il sopravvento, e l'effetto cromatico s'intisichisce. Dei tre studi, soltanto il nudo di faccia appare troppo contornato per essere completamente immerso nella vibrazione cromatica. Gli altri due sono capolavori di sensibilità».

### Ultimi anni
Dal soggiorno estivo a Port-en-Bessin, sulla Manica, Seurat ricavò una serie di sei vedute marine, rigorosamente dipinte a puntini. Nell'Entrata del porto utilizzò a effetto decorativo le ombre ovali delle nuvole sul mare, che richiamano le zone d'ombra dipinte sull'erba della Grande-Jatte.

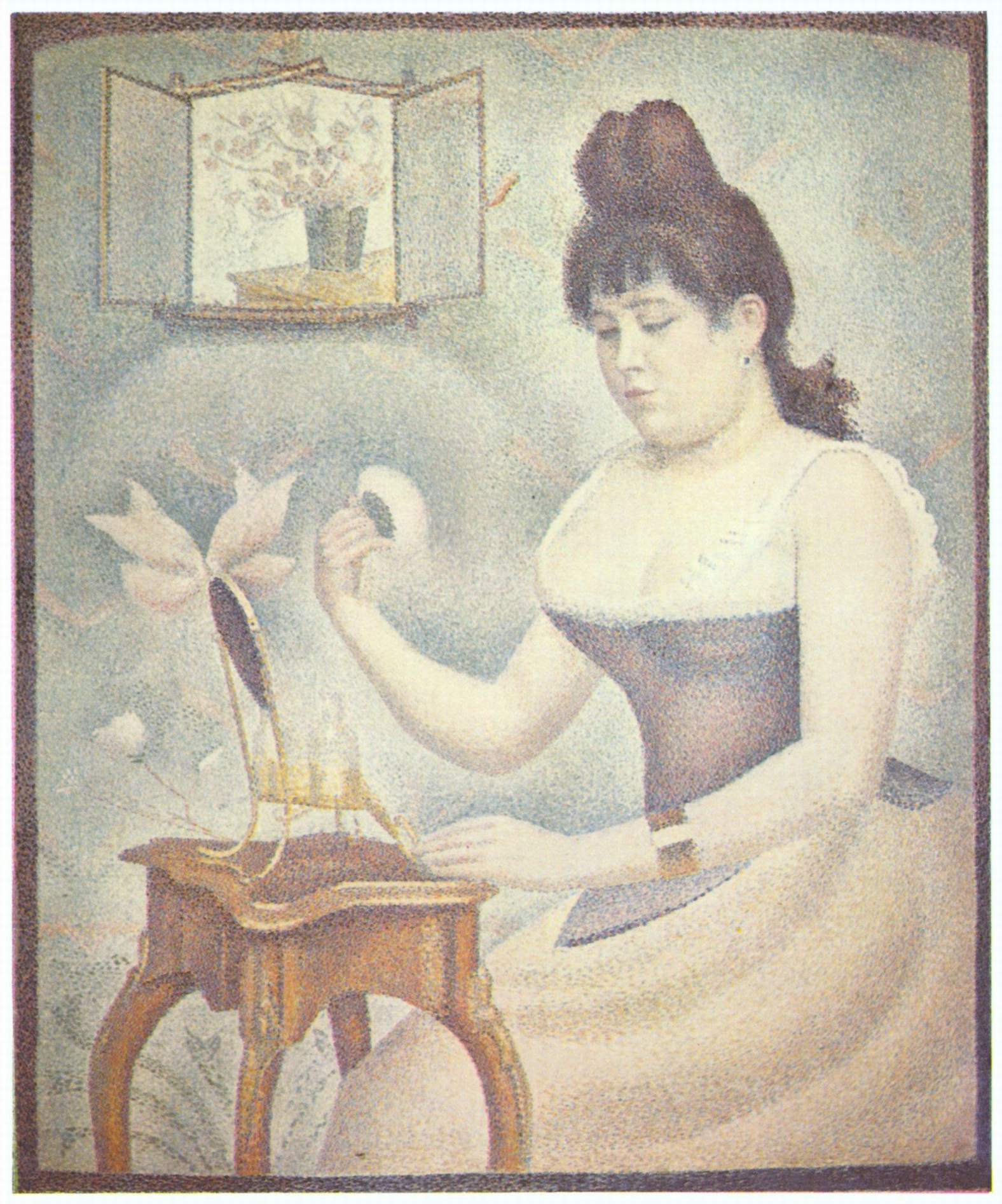
Georges Seurat, Giovane donna che s'incipria (1889); olio su tela,, Courtauld Institute, Londra

Crescevano intanto le adesioni e le imitazioni degli artisti, senza tuttavia che Seurat ne fosse compiaciuto, forse ritenendo che si trattasse solo di una moda passeggera e superficiale, o un mezzo per acquistare successo o più probabilmente temendo che gli fosse sottratta la paternità della nuova tecnica. In agosto, un articolo del critico d'arte Arséne Alexandre provocò una seria reazione di Signac nei confronti di Seurat. Nell'articolo si affermava che la tecnica a puntini aveva «rovinato pittori notevolmente dotati come Angrand e Signac» e si presentava Seurat come «un vero apostolo dello spettro ottico, quello che l'ha inventato, lo ha visto nascere, l'uomo delle grandi iniziative che per poco non si vedeva contestata la paternità della teoria da critici disattenti o da compagni sleali».
Signac chiese spiegazioni a Seurat di quel «compagni sleali», sospettando che l'articolo fosse stato ispirato direttamente da lui, ma Seurat smentì di essere l'ispiratore dell'articolo di Alexandre, aggiungendo di ritenere che «più saremo, più perderemo di originalità, e il giorno in cui tutti adotteranno questa tecnica, essa non avrà più alcun valore e si cercherà qualcosa di nuovo, cosa che sta già accadendo. È mio diritto pensare così e dirlo, perché dipingo per cercare del nuovo, una pittura mia». Nel febbraio del 1889 Seurat andò a Bruxelles per la mostra «des XX», dove espose dodici tele, comprese le Modelle. Al ritorno a Parigi conobbe la modella Madeleine Knoblock, con la quale decise di convivere: fu questo un periodo in cui egli non frequentava più nessuno dei suoi amici, e ai quali non comunicò nemmeno l'indirizzo del nuovo appartamento che aveva affittato in ottobre per sé e Madeleine, che aspettava un bambino e che ritrasse nella Giovane donna che s'incipria. Il bimbo nacque il 16 febbraio 1890: riconosciuto dal pittore, gli venne dato il nome di Pierre-Georges Seurat.

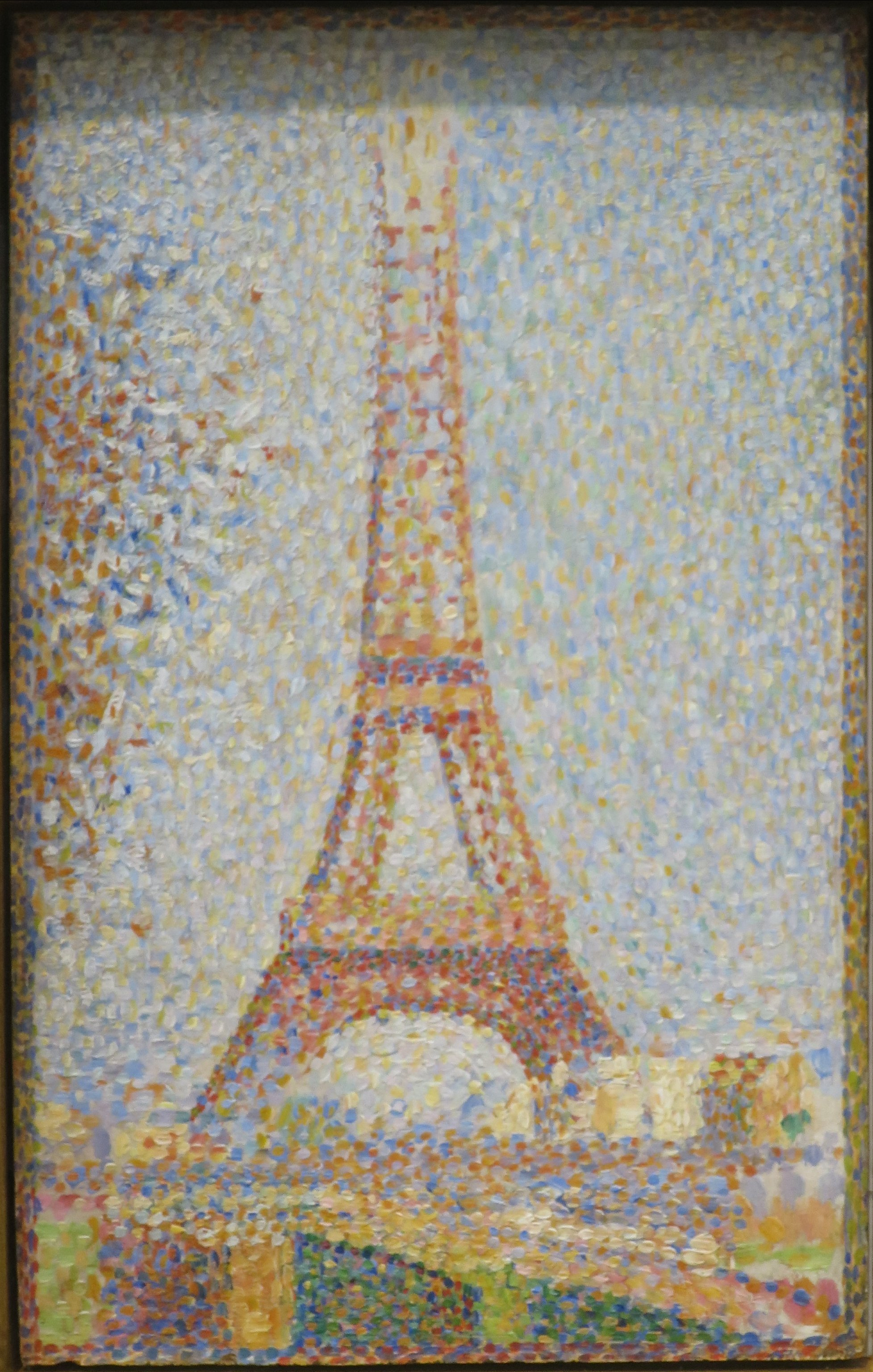
Georges Seurat, La Tour Eiffel (1889); olio su tela,, Museum of Fine Arts, San Francisco

Le polemiche riguardo a chi spettasse la priorità dell'invenzione della teoria divisionista continuarono: in primavera uscirono due articoli di Jean Cristophe e di Fénéon, nel secondo dei quali Seurat non veniva nemmeno citato. Il pittore protestò con il critico e in agosto inoltrò al giornalista e scrittore Maurice Beaubourg la nota lettera nella quale espone le sue teorie estetiche, come a ribadire il suo ruolo prioritario nel campo del neo-impressionismo. Ma intanto cominciarono le defezioni: Henry van de Velde si staccò dal gruppo e lasciò la pittura per l'architettura, divenendo uno dei maggiori interpreti del movimento dell'Art Nouveau. Scriverà molti anni dopo che credeva Seurat «più padrone della scienza dei colori. I suoi brancolamenti, le sue messe a punto, la confusione delle sue spiegazioni sulla sua cosiddetta teorie mi sconcertavano [...] quelli che rimproveravano alla Grande-Jatte di mancare di luminosità avevano ragione, così come quelli che constatavano lo scarso apporto dei complementari». Riconosceva a Seurat di essere il fondatore di quella nuova scuola, anzi di aver aperto «una nuova era per la pittura: quella del ritorno allo stile», ma quella nuova tecnica «doveva fatalmente pervenire alla stilizzazione».
Anche Louis Hayet lasciò il movimento scrivendo a Signac di aver creduto «di trovare un gruppo di uomini intelligenti che si aiutavano reciprocamente nelle loro ricerche, senza altra ambizione che l'arte. E a questo ho creduto per cinque anni. Ma un giorno si sono creati degli attriti che mi hanno fatto pensare, e pensando sono riandato anche al passato; e quello che credevo un gruppo selezionato di ricercatori mi è apparso diviso in due fazioni, una di ricercatori, l'altra di persone che battibeccavano, che creavano zizzania (magari senza intenzione) [...] non potendo vivere nel dubbio e non volendo soffrire continui tormenti, ho deciso di isolarmi». La defezione più rilevante fu quella dell'artista più prestigioso, Pissarro. Come aveva aderito al divisionismo per sperimentare ogni tecnica che potesse soddisfare il suo gusto della rappresentazione di ogni aspetto della realtà, così l'abbandonò quando si avvide che quella tecnica finiva per divenire un impaccio: «desidero fuggire ogni teoria rigida e cosiddetta scientifica. Dopo molti sforzi, avendo constatato [...] l'impossibilità di perseguire gli effetti così fuggevoli e ammirevoli della natura, l'impossibilità di dare un carattere definitivo al mio disegno, ci ho rinunciato. Era tempo. Per fortuna bisogna credere che non ero fatto per questa arte che mi dà la sensazione di un livellamento mortale».
Con i suoi ultimi lavori Seurat intese affrontare quanto fin ad allora aveva evitato: il movimento, ricercandolo nelle sue espressioni più sfrenate e in ambienti illuminati dalla sola luce artificiale. Si prestavano assai bene i soggetti presi dal mondo dello spettacolo: le ballerine dello Chahut - ballo simile al Can-can - e gli artisti del circo, con le loro acrobazie e i cavalli trottanti sulla pista.
Nonostante Il Circo fosse incompiuto, Seurat volle esporlo ugualmente al Salone degli Indipendenti nel marzo del 1891, dove ottenne un buon successo di pubblico. Pochi giorni dopo, l'artista si mise a letto, colpito da un forte mal di gola che, contrariamente ad ogni previsione, peggiorò in influenza violenta fino a portare Seurat in coma e ad ucciderlo la mattina del 29 marzo, quando egli non aveva che trentun anni. Come causa ufficiale del decesso fu diagnosticata un'angina; ma ancor oggi la reale causa non è stata accertata. Dall'analisi dei sintomi s'è potuto ipotizzare che la morte fu causata da difterite o da un'encefalite acuta, che quell'anno in Francia accompagnò l'epidemia influenzale e che mieté numerose vittime. Lo stesso figlio di Seurat morì due settimane dopo il padre e dello stesso male.

## Tecnica pittorica

### Seurat e il colore: la complementarità cromatica e la mescolanza retinica
Seurat, intendendo portare a risoluzione gli studi sui rapporti cromatici, predispose un disco cromatico, ossia un cerchio la cui corona esterna riporta tutti i colori prismatici e intermedi, come già aveva fatto il chimico Michel-Eugène Chevreul a partire dal 1839. La sequenza di ventidue colori, inizia con il colore blu, proseguendo con: blu oltremare, oltremare artificiale, viola, porpora, rosso porpora, carminio, rosso spurio, vermiglione, minio, arancio, giallo arancio, giallo, giallo verde, verde, verde smeraldo, blu molto verde, blu verde cianico, blu verde, blu cianico I e blu cianico II, che si riunisce al blu di partenza. In questo modo il colore opposto a ciascun altro, rispetto al centro del cerchio, era individuato come il colore complementare. Il disco venne ottenuto prendendo come base di partenza i tre colori primari, rosso, giallo e blu, e i tre colori composti, l'arancio, che è il complementare del blu essendo l'unione del rosso e del giallo, il verde, che è il complementare del rosso in quanto unione del giallo e del blu,  e il viola, complementare del giallo in quanto unione del rosso e del blu.

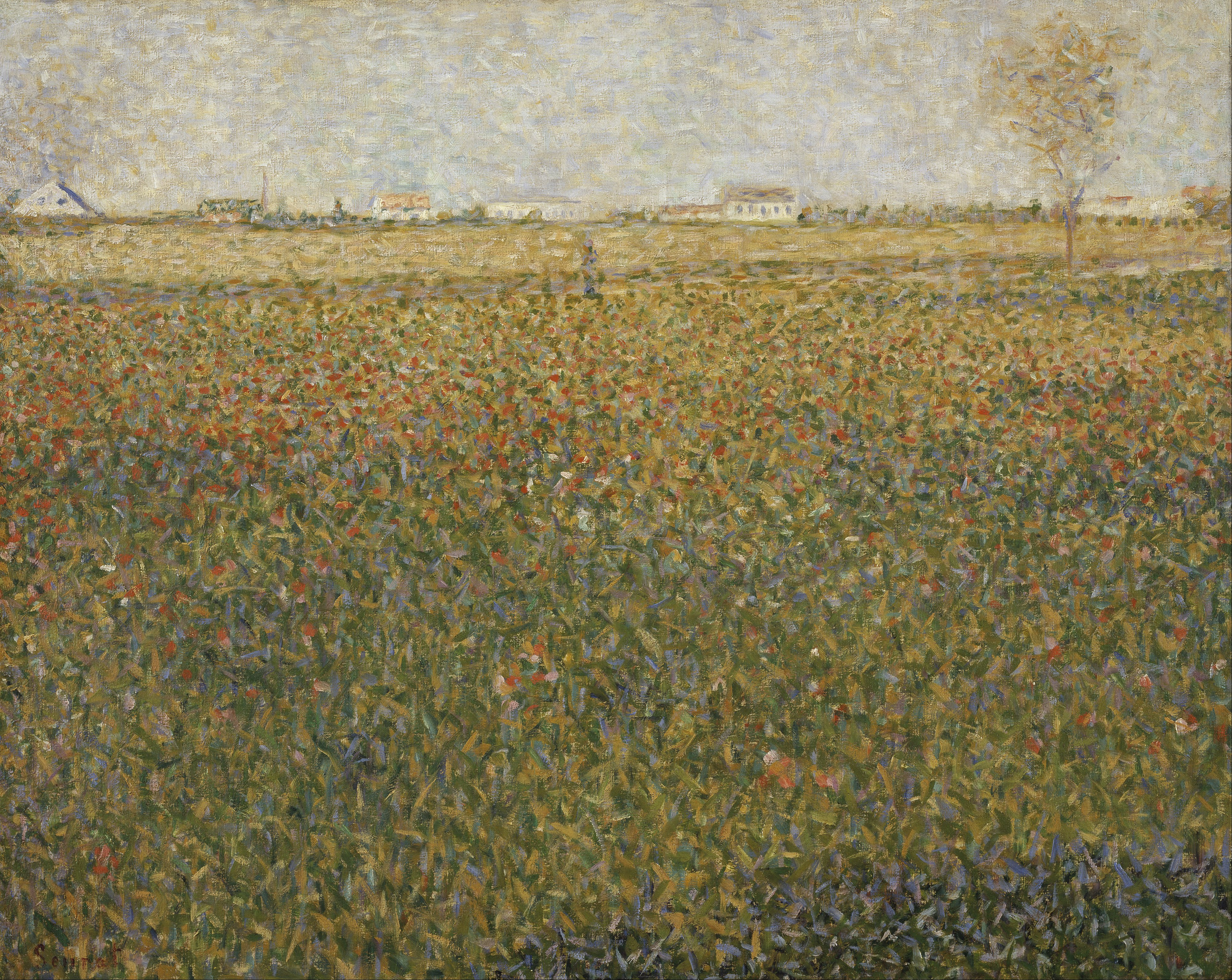
Georges Seurat, La Luzerne, Saint-Denis (1885); olio su tela,, National Gallery of Scotland, Edimburgo

Georges Seurat, Tempo grigio, Grande Jatte (1888),, Philadelphia Museum of Art

L'interesse di Seurat nell'individuare l'esatto complementare di ogni colore consiste nel fatto che ogni colore si intensifica se viene avvicinato al suo complementare e si annulla quando viene mescolato con quello, formando un grigio di particolare tonalità a seconda della proporzione della loro mescolanza. Inoltre, due colori non complementari non «stanno bene» insieme se avvicinati, ma risultano invece armonici se sono separati da una tinta bianca, mentre due tinte dello stesso colore ma di diversa intensità, avvicinate fra loro, hanno la caratteristica di dare sia un contrasto, dovuto proprio alla loro differente intensità, che un'armonia, grazie al loro tono uniforme.
Per rappresentare un determinato oggetto, Seurat utilizzava innanzi tutto il colore che l'oggetto avrebbe se fosse sottoposto a luce bianca, cioè il colore privo di qualunque riflesso; poi lo «acromatizzava», ossia modificava il colore di base con il colore della luce solare che vi si rifletteva, poi con il colore della luce assorbita e riflessa, quindi con il colore della luce riflessa dagli oggetti vicini e, infine, con i colori complementari di quelli utilizzati. Poiché la luce che noi percepiamo è sempre il risultato di una combinazione di colori determinati, questi colori dovevano essere riuniti nella tela non mescolati fra di loro, ma separati e strettamente avvicinati mediante leggeri colpi di pennello: secondo il principio della mescolanza ottica, teorizzata dal fisiologo Heinrich Dove, l'osservatore, posto a una determinata distanza dalla tela dipinta - una distanza variabile a seconda dalla grossezza dei puntini colorati - non vede più separati questi punti colorati, ma li vede fusi in un unico colore, che è la loro risultante ottica impressa sulla retina dell'occhio. Il vantaggio di tale nuova tecnica sarebbe consistito, secondo Seurat, nel produrre immagini molto più intense e luminose rispetto alla tradizionale stesura sulla tela di tinte preventivamente mescolate tra di loro sulla tavolozza per via dell'intervento meccanico del pittore.
La tecnica a puntini è l'elemento essenziale della pittura di Seurat, mediante la quale si raggiunge la mescolanza ottica dei colori: Seurat non chiamò puntinismo ma «cromo-luminarismo» o «divisionismo» la sua concezione tecnico-artistica che tuttavia verrà definita da lì a poco, nel 1886, dal critico Félix Fénéon, con il nome di «neoimpressionismo», per sottolineare la differenza tra l'Impressionismo originario, «romantico», e il nuovo Impressionismo «scientifico». Così come l'avvento della tecnica fotografica aveva dato precisione alla riproduzione delle figure e delle cose, anche la pittura doveva presentarsi come tecnica di precisione, sulla base delle proposizioni della scienza.

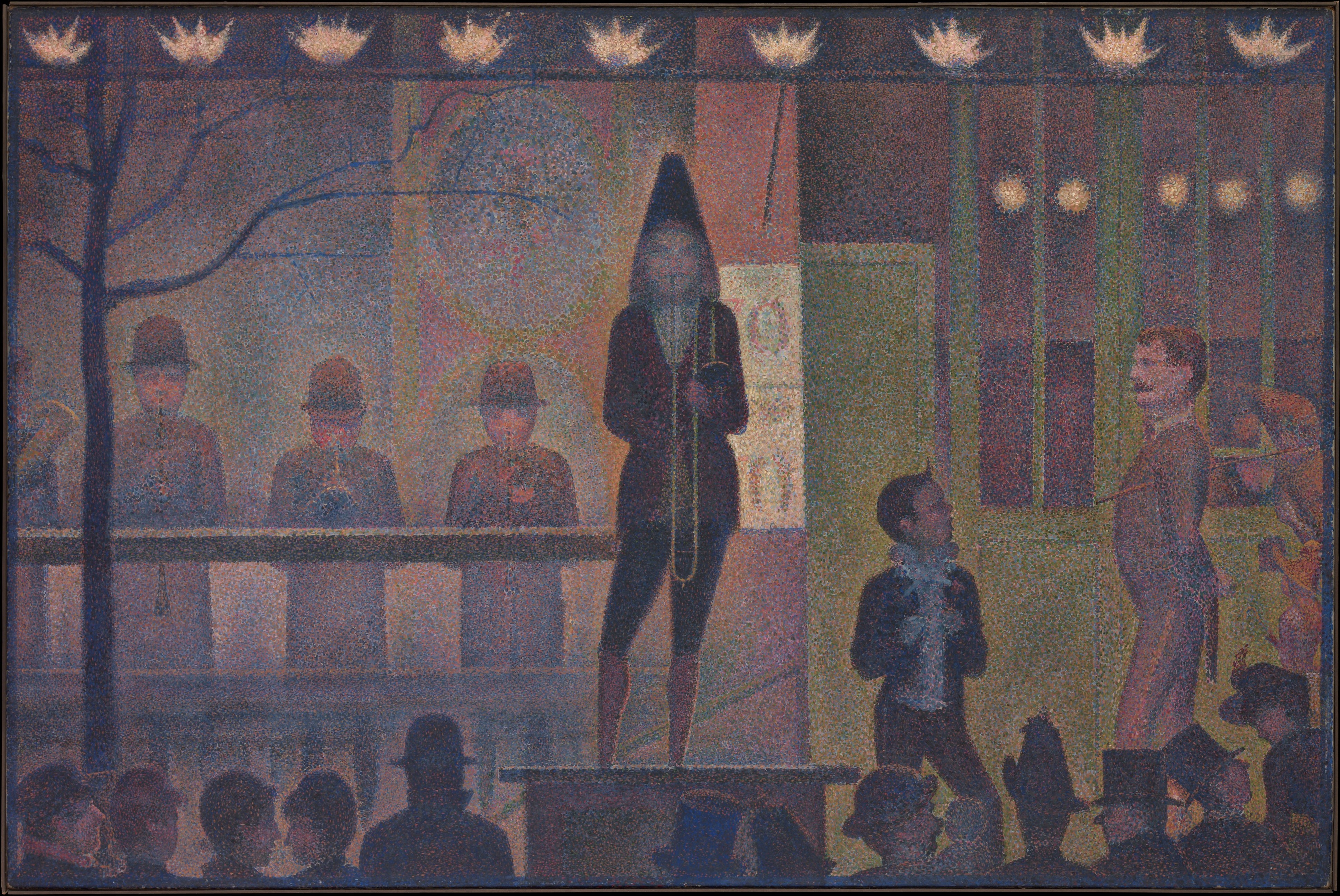
Georges Seurat, La parata del circo (1888); olio su tela,, Metropolitan Museum of Art, New York

### Seurat e la linea: l'estetica di Charles Henry
Basandosi sulle teorie di Gustav Fechner, Charles Henry sosteneva che l'estetica è una fisica psicobiologica e l'arte ha una funzione «dinamogena», esprimendo un movimento che, percepito dalla coscienza, produce la sensazione del bello e il piacere estetico o il loro opposto. Secondo Henry, infatti, l'osservazione della realtà produce due sensazioni fondamentali, piacere e dolore, che corrispondono, in fisiologia, ai due ritmi correlati di espansione e di contrazione. Il vero compito dell'arte, secondo Henry, è quello di creare rappresentazioni che producano effetti ritmici espansivi, dinamogeni. La capacità di produzione delle sensazioni di piacere o dispiacere è stabilita da leggi determinate scientificamente. Per quanto riguarda la pittura, che si fonda sulle linee e sui colori, essa produce ritmo che può essere espansivo o contrattivo: esistono, secondo Henry, colori «tristi» e color «allegri», essendo quelli allegri i colori caldi - il rosso, l'arancio e il giallo - e quelli tristi il verde, il blu e il viola.

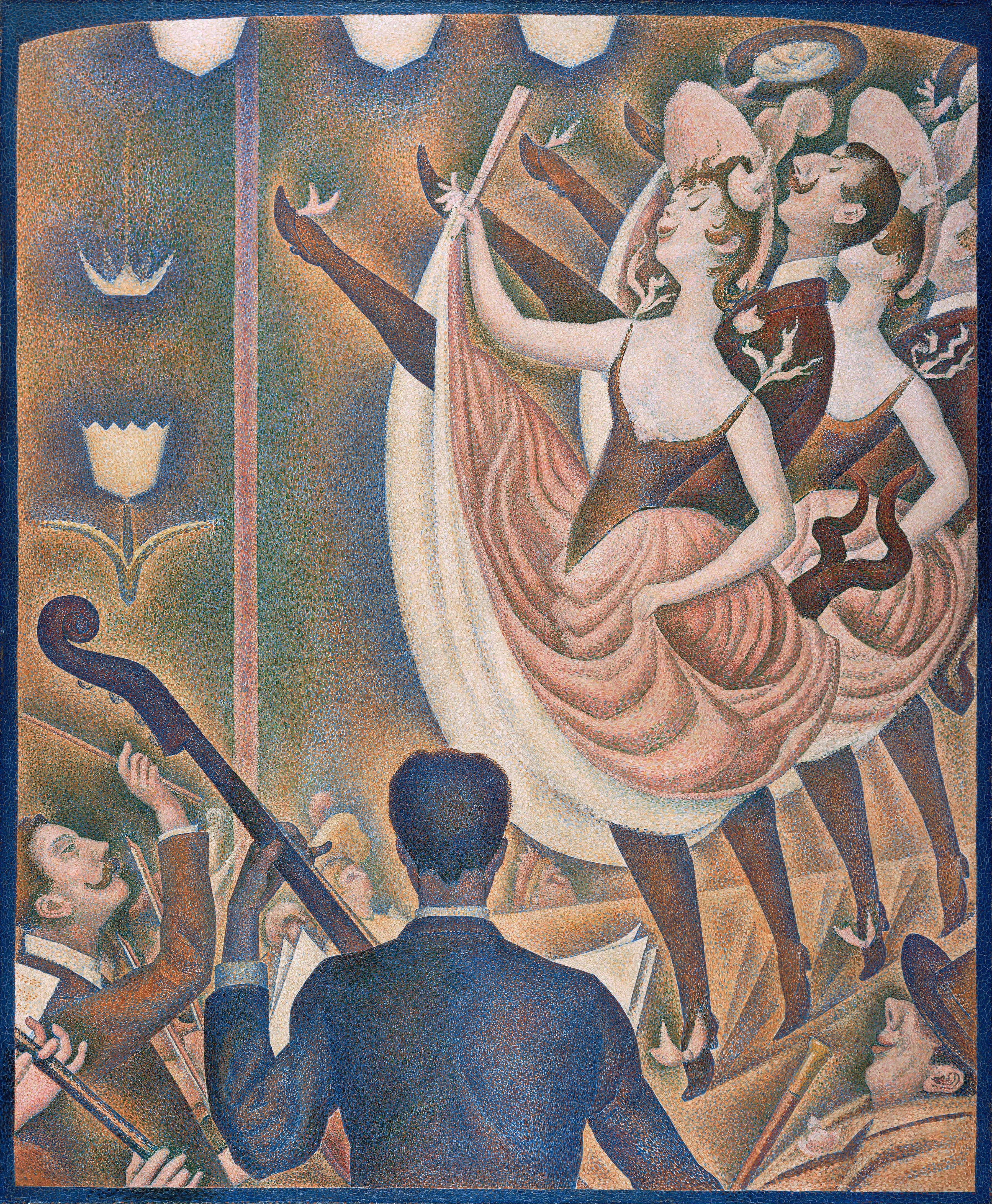
Georges Seurat, Can-can (1889-90); olio su tela,, museo Kröller-Müller, Otterlo

Le linee esprimono la direzione del movimento, e il moto dinamogeno - espansivo e produttore di piacere - sono quelle che si dirigono verso l'alto a destra dell'osservatore, mentre i movimenti verso il basso a sinistra producono sensazioni di dispiacere e di tristezza, sono inibitori perché conservano l'energia. Henry scrive nella sua Esthétique scientifique che «la linea è un'astrazione, la sintesi di due sensi paralleli e contrari in cui può essere descritta: la realtà è la direzione». Per l'osservatore di un quadro, l'insieme delle linee lì espresse daranno tanto un'immagine quanto la sensazione - piacevole o spiacevole - derivata dalla loro direzione. Immagine e sentimenti sono immediatamente legati, ma non è importante il tipo concreto dell'immagine rappresentata, quanto il movimento che quell'immagine esprime. Si comprende come questa teoria, indifferente alla specificità dell'immagine, giustifichi pienamente la legittimità dell'arte astratta.
Seurat fece suoi i principi di Henry sulle proprietà scientifico-emotive delle linee e dei colori ed espresse i concetti generali della propria pittura in lettera indirizzata il 28 agosto 1890 allo scrittore Maurice Beaubourg:

## Opere principali
- 1879
  - Testa di ragazza, 29 × 24 cm, Dumbarton Oaks Research Gallery and Collection, Washington
- 1880
  - Fiori in un vaso, 46 × 38,5 cm, Fogg Art Museum, Cambridge, Massachusetts, Stati Uniti
- 1881
  - Omaggio a Puvis de Chavannes, 16,8 × 25,4 cm, Museo d'Orsay, Parigi
  - Uomo al parapetto (L'invalido), 25 × 16,5 cm, Collezione Rothbert, New York
- 1882
  - Contadina seduta in un prato, 38,1 × 45,7 cm, Solomon R. Guggenheim Museum, New York
  - Giovane contadino in blu, 45,7 × 38,1 cm, Museo d'Orsay, Parigi
  - Foresta di Barbizon (Pianura con alberi a Barbizon), 16 × 25 cm, Collezione Lewyt, New York
  - Periferia, 32,4 × 40,5 cm, Musée d'Art Moderne, Troyes
  - Sottobosco a Pontaubert, 76,4 × 61 cm, Metropolitan Museum of Art, New York
  - Paesaggio dell'Île-de-France, 32 × 40 cm, Musée des Beaux-Arts, Bordeaux
- 1883
  - Abiti sull'erba, 16 × 24,7 cm, Tate Gallery, Londra
  - Alberi, Inverno, 15,5 × 25 cm, Collezione privata, Parigi
  - Limite di bosco in primavera, 16,5 × 26 cm, Museo d'Orsay, Parigi
  - Pescatori alla lenza, 15,7 × 24,4 cm, Musée d'Art Moderne, Troyes
  - Sentiero nella foresta, Barbizon, 16 × 25 cm, Collezione privata, Parigi
  - Spaccapietre, 14,6 × 24 cm, Collezione Mellon, Upperville, Virginia, Stati Uniti
- 1884
  - Giovani a bagno. Studio per la Baignade, 16 × 25 cm, Museo d'Orsay, Parigi
  - A destra. Media distanza. Studio per la Grande-Jatte, 15,2 × 24 cm, Museo d'Orsay, Parigi
  - Media distanza, sinistra, due personaggi. Studio per la Grande-Jatte, 15,5 × 25 cm, Museo d'Orsay, Parigi
  - Studio finale per la composizione della Grande-Jatte, 70,5 × 104,1 cm, Metropolitan Museum of Art, New York
  - Bagnanti ad Asnières, 200 × 300 cm, National Gallery, Londra
  - Donna con scimmia. Studio per la Grande-Jatte, 24,7 × 15,7 cm, Smith College Museum of Art, Northampton
- 1885
  - Grandcamp, una sera, 65 × 81,5 cm, Collezione privata, New York
  - Donna in riva alla Senna a Courbevoie, 25 × 16 cm, Collezione privata, New York
  - Paesaggio, 16 × 24,5 cm, Musée des Beaux-Arts, Lilla
- 1886
  - Angolo di una darsena, Honfleur, 79,5 × 63 cm, Museo Kröller-Müller, Otterloo
  - Honfleur, una sera, foce della Senna, 64,2 × 80 cm, Museum of Modern Art, New York
  - Paesaggio rosa, 15,5 × 24,5 cm, Museo d'Orsay, Parigi
  - Imboccatura del molo, Honfleur, 46 × 55 cm, Museo Kröller-Müller, Otterloo
  - La spiaggia di Bas-Butin, Honfleur, 67 × 78 cm, Musée des Beaux-Arts, Tournai
  - Una domenica pomeriggio sull'isola della Grande-Jatte, 207,6 × 308 cm, Art Institute of Chicago, Chicago
- 1887
  - Modella in piedi, studio per Le modelle, 25 × 16 cm, Museo d'Orsay, Parigi
  - Modella seduta, di profilo, studio per Le modelle, 25 × 16 cm, Museo d'Orsay, Parigi
  - Modella in piedi, di fronte, studio per Le modellev, 26 × 15,7 cm, Collezione privata
  - Modella seduta, di spalle, studio per Le modelle, 24,5 × 15,5 cm, Museo d'Orsay, Parigi
  - Ponte a Courbevoie, 47 × 54,7 cm, Courtauld Gallery, Londra
- 1888
  - Le modelle, 199,5 × 250,5 cm, Barnes Foundation, Filadelfia
  - Le modelle - versione piccola, 39,5 × 49 cm, National Gallery, Londra
  - La parata del circo, 100 × 150 cm, Metropolitan Museum of Art, New York
  - Domenica, Port-en-Bessin, 67 × 82 cm, Museo Kröller-Müller, Otterloo
  - Port-en-Bessin, avamporto, alta marea, 67 × 82 cm, Museo d'Orsay, Parigi
  - L'entrata del porto a Port-en-Bessin, 54,8 × 64,5 cm, Museum of Modern Art
  - Rovine di un vecchio mulino, Grandcamp, 16 × 24,8 cm, Museo d'Orsay, Parigi
  - Il ponte di Port-en-Bessin, 67 × 84,5 cm, Institute of Arts, Minneapolis
- 1889
  - Studio finale per lo Chahut, 55,7 × 46,2 cm, Albright-Knox Art Gallery, Buffalo
  - La Tour Eiffel, 24,1 × 15,2 cm, De Young Memorial Museum, San Francisco
- 1890
  - Marina di Gravelines, con barca, 15,9 × 24,8 cm, Courtauld Gallery, Londra
  - Giovane donna che si incipria, 94,2 × 79,5 cm, Courtauld Gallery, Londra
  - Il canale di Gravelines, una sera, 66,4 × 81,9 cm, Metropolitan Museum of Art, New York
  - Il canale di Gravelines, Petit Fort-Philippe, 73 × 92,7 cm, Indianapolis Museum of Art, Indianapolis
  - Il canale di Gravelines, in direzione del mare, 73 × 93 cm, Museo Kröller-Müller, Otterloo
  - Lo Chahut, 171 × 140,5 cm, Museo Kröller-Müller, Otterloo
  - Il donnaiolo, 25 × 16 cm, Barnes Foundation, Filadelfia
- 1891
  - Studio definitivo per Il circo, 55 × 46 cm, Museo d'Orsay, Parigi
  - Il circo, 185,5 × 152,5 cm, Museo d'Orsay, Parigi